# Nachtwacht (exoplaneet)

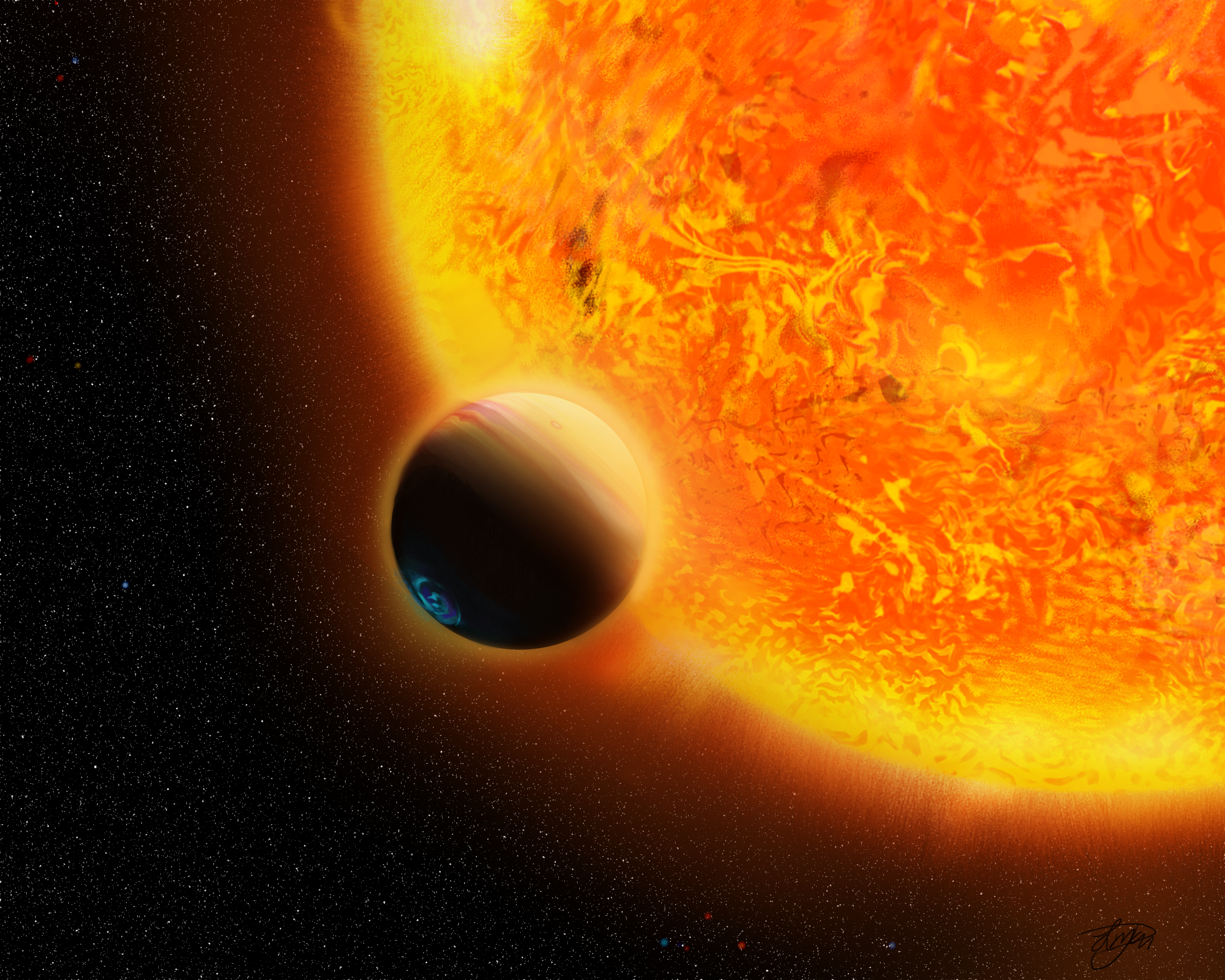
Artistieke impressie van de exoplaneet Nachtwacht om zijn ster Sterrennacht, met een aurora zichtbaar op de zuidpool van de planeet.

Nachtwacht (eerder: HAT-P-6b) is een exoplaneet ontdekt door HatNet op 15 oktober 2007. De planeet staat op een afstand van zo'n 895 lichtjaar van de aarde vandaan in het sterrenbeeld Andromeda, waar het een baan rond zijn ster Sterrennacht heeft. De massa van de planeet bedraagt net 5,7% meer dan die van Jupiter, maar de radius is daarentegen 33% groter, waardoor de gemiddelde dichtheid van de planeet slechts 0,45 g/cm³ bedraagt. Het grote formaat in tegenstelling tot de massa van de planeet is te verklaren door de grote hoeveelheid warmte die de planeet ontvangt van zijn naburige ster. Door deze warmte dijt de atmosfeer van deze hete Jupiter namelijk uit. De omloopsnelheid van Nachtwacht rond zijn ster bedraagt 3,853003 dagen of 92 uur, 28 minuten en 17 seconden. De afstand tot zijn ster bedraagt 0,05235 AE.

## Naamgeving
Op 6 juni 2019 werd bekend dat Nederland deze exoplaneet een naam mocht gaan geven in het kader van het 100-jarig bestaan van de Internationale Astronomische Unie (IAU). De IAU schreef een competitie uit genaamd, IAU100 NameExoWorlds waarbij elk land dat lid is van de IAU een planeet kreeg toegewezen die zij samen met hun publiek een naam mochten geven. Nederland had dus de planeet HAT-P-6b toegewezen gekregen. Er is een nationaal comité opgericht die de naamgeving van de planeet in goede banen moest leiden. Vóór november 2019 moest er een naam zijn die dan door de IAU moest worden goedgekeurd, en zou deze dan samen met de namen van de andere planeten publiceren.

### Kandidaten
In oktober kwam het Nationale Comité van sterrenkundigen met een shortlist van de namen die voor de planeet en ster gekozen kunnen worden, waarvan de eerste de planeet is en de tweede de zon.
- Brandaris – Vuurduin
- Cruquius – Leeghwater
- Exomna – Hurstrga
- Nachtwacht – Sterrennacht
- Nijntje – Moederpluis

Op 17 december 2019 maakte de Internationale Astronomische Unie bekend dat zij uit de kandidaten voor de namen van twee wereldberoemde schilderijen van de Nederlandse schilders Rembrandt (Nachtwacht) en Van Gogh (Sterrennacht) heeft gekozen.